# Kamionek Wielki
Kamionek Wielki (Duits: Groß Steinort) is een plaats in het Poolse district  Elbląski, woiwodschap Ermland-Mazurië. De plaats maakt deel uit van de gemeente Tolkmicko en telt 383 inwoners.